# Людські втрати у Другій російсько-чеченській війні
Друга російсько-чеченська війна, що почалася в 1999 році, супроводжувалася великими людськими жертвами серед військовослужбовців російського угруповання військ,  чеченських збройних сил та цивільного населення держави Чеченська Республіка Ічкерія Незважаючи на те, що про припинення російської агресії проти Чеченської Республіки Ічкерія було офіційно заявлено після взяття Шатоя 29 лютого 2000, військові дії тривали і після цієї дати, приводячи до нових жертв.

## Втрати російських сил
Війна спочатку проводилася під гаслом мінімальних втрат, і до штурму Грозного число втрат було відносно невеликим. Згідно з офіційними даними, з 1 жовтня 1999 по 23 грудня 2002 загальні втрати російських сил в Чечні склали 4572 людини вбитими і 15 549 пораненими. Проте, до числа не включені втрати під час бойових дій у Дагестані (серпень-вересень 1999 року), налічували 280 чоловік убитими і 987 пораненими . Після грудня 2002 року у більшості випадків публікувалася лише статистика втрат Міністерства оборони Росії, хоча втрати були й у МВС Росії.
Втрати військовослужбовців Міністерства оборони Росії до вересня 2008 року склали 3684 особи загиблими. Також відомо, що до серпня 2003 року загинуло 1055 військовослужбовців внутрішніх військ Росії, а ФСБ РФ станом на 2002 рік втратила 202 людей убитими. У квітні 2010 року міністр внутрішніх справ Росії Рашид Нургалієв повідомив, що за десять років у Чечні загинули 2178 співробітників органів внутрішніх справ Росії. Таким чином, якщо підсумувати вищезгадані цифри, то підсумкові втрати російських силових відомств (МО, МВС, ФСБ) у Чечні становлять понад 6000 осіб загиблими.
У червні 2010 року головком внутрішніх військ МВС Росії Микола Рогожкін вперше озвучив офіційні цифри втрат російських внутрішніх військ під час першої та другої російсько-чеченських війн. За його даними, всього за час бойових дій загинуло 2 тисячі 984 особи, ще 9 тисяч отримали поранення.
Нижче наведено відомі дані про безповоротні втрати за роками. Наприклад, 547+12 — це 547 загиблих (бойові та небойові втрати) та 12 зниклих безвісти.
| Рік  | МО             | ВВ МВС     |
| ---- | -------------- | ---------- |
| 1999 | 547+12         |            |
| 2000 | 1297+13        |            |
| 2001 | 502+2          |            |
| 2002 | 463 або 485    |            |
| 2003 | 263 або 299+1  |            |
| 2004 | 174 або 162    | 84 або 118 |
| 2005 | 105 або 103+4  | 47 або 48  |
| 2006 | 57             |            |
| 2007 | 54             |            |
| 2008 | 12 (до червня) |            |
| 2009 |                |            |

### Поіменні втрати кадрових і не регулярних формувань РФ
- Втрати 2-ї окремої бригади спеціального призначення
- Втрати 3-ї окремої бригади спеціального призначення
- Втрати 10-ї окремої бригади спеціального призначення
- Втрати 14-ї окремої бригади спеціального призначення
- Втрати 22-ї окремої бригади спеціального призначення
- Втрати 45-ї окремої бригади спеціального призначення
- Втрати 31-ї окремої десантно-штурмової бригади
- Втрати 61-ї окремої бригади морської піхоти
- Втрати 104-го десантно-штурмового полку
- Втрати 810-ї окремої бригади морської піхоти

## Втрати чеченських збройних сил
За даними федеральної сторони, на 31 грудня 2000 втрати  чеченських збройних сил становили більше 10 800 осіб. У липні 2002 року повідомлялося про 13 517 знищених бійців чеченських збройних сил . За іншими даними, на початок 2001 року було знищено понад 15 000 бійців чеченських збройних сил .
Командування бійців чеченських збройних сил оцінювало понесені з вересня 1999 по середину квітня 2000 року (період найінтенсивніших бойових дій) втрати в 1300 загиблих і 1500 поранених . В інтерв'ю, даному в 2005 році журналісту Андрію Бабицькому, Шаміль Басаєв заявив про 3600 убитих з боку бійців чеченських збройних сил за період 1999—2005 рр.

## Втрати мирного населення
див: Воєнні злочини під час другої російсько-чеченської війни

### Оцінка чеченських представників
Чеченські джерела у 2003 році наводили дані про близько 250 000 мирних жителів і до 50 000 російських військовослужбовців, убитих протягом 1994-2003 років. Чеченська сторона також визнала близько 5000 бійців чеченських збройних сил, убитих у 1999–2004 роках, переважно на початкових етапах війни.
У листопаді 2006 року Голова Кабінету Міністрів ЧРІ у вигнані Ахмед Закаєв заявив, що «Путін уже вбив понад 250 000 невинних чеченців». 
У листопаді 2004 року голова  підконтрольної Кремлю Держради Чечні Таус Джабраїлов заявив, що з 1994 року в Чеченській Республіці було вбито понад 200 000 людей, у тому числі понад 20 000 дітей . У серпні 2005 року Джабраїлов назвав  цифру в 160 тисяч убитих, з яких від 30 000 до 40 000 були етнічними чеченцями. 
У червні 2005 року Дукваха Абдурахманов, віце-прем'єр-міністр підконтрольної Кремлю адміністрації Чечні, заявив, що протягом двох воєн у Чечні за останнє десятиліття було вбито близько 300 тис людей; він також сказав, що більше 200 тис людей зникли безвісти. За його словами, кожен житель Чечні має десятки родичів, які загинули або зникли безвісти. 
У 2009 керівник підконтрольної Кремлю Чеченської Республіки Рамзан Кадиров заявив: «ми втратили 300 тис. осіб».  У 2017 році чеченський журналіст Казбек Чантурія назвав цифру загиблих чеченців у двох війнах у 300 тисяч .

### Оцінка російських представників
За російськими даними, до лютого 2001 року в ході бойових дій загинуло близько 1000 мирних жителів. У книзі С. В. Рязанцева «Демографічний та міграційний портрет Північного Кавказу» (2003) висловлюється припущення, що втрати мирного населення на той час, швидше за все, не перевищували 5-6 тисяч людей убитими та 1-2 тисячі пораненими .
У вересні 2006 року заступник голови комітету Держдуми РФ з безпеки Анатолій Куликов заявив, що за "12 років нашої російської антитерористичної війни в Чеченській Республіці загальні втрати федеральних сил, незаконних збройних формувань і цивільного населення оцінюються в близько 45 тис"
У 2004 році правозахисна групи Меморіал  оцінила кількість жертв серед цивільного населення в обох війнах у «понад 200 000», а число загиблих російських солдатів — від 20 000 до 40 000 
У 2006 році Олександр Черкасов з  правозахисної групи Меморіал  зазначив, що російський уряд не робив жодних спроб підрахувати жертви серед цивільного населення під час війни 1994-96 років, а також після 1999 року. Було наведено багато цифр, деякі з них сильно перебільшені; Іноді повторюється цифра в 250 тисяч [цивільних] загиблих у двох війнах, але без належного обґрунтування такої цифри, сказав Черкасов і підсумував: Загальна кількість мирних жителів Чеченської Республіки, які загинули під час двох воєн, може досягли 70 тис. (...) [У другій війні] загальна кількість убитих мирних жителів, включаючи тих, хто зник безвісти, становить від 14 800 до 24 100 осіб. Однак він визнав, що точність його оцінок невисока.

### Інші оцінки
За оцінкою міжнародної неурядової організації «Міжнародна амністія» (2007), у війні загинуло до 25 тисяч мирних жителів до 25 000 мирних жителів (багато в перші місяці конфлікту), ще до 5 000 людей вважаються зниклими безвісти. Вважається, що також «багато тисяч» людей поховані в безіменних могилах..
У звіті Товариства народів, яким загрожує загроза, у листопаді 2005 року говориться, що загальна кількість жертв першої російсько-чеченської війни становила 80 000, а загальна кількість жертв другої російсько-чеченської війни становила щонайменше 80 000  
Французький суспільний радіоканал «France Culture» називає цифру від 100 тис. до 300 тис. 